# Stephen Thompson (lottatore)
Stephen Randall Thompson (Simpsonville, 11 febbraio 1983) è un artista marziale misto e kickboxer statunitense.
Attualmente è sotto contratto con la federazione statunitense Ultimate Fighting Championship (UFC), nella quale combatte nella divisione dei pesi welter. È imbattuto come kickboxer, avendo disputato trentasette incontri amatoriali e venti da professionista senza incontrare nessuna sconfitta.

## Biografia
Thompson cominciò ad allenarsi all'età di tre anni nel Kempo Karate, dato che suo padre era un lottatore professionista che possedeva una scuola specializzata in questa arte. A quattordici anni cominciò ad allenarsi nel Ju-Jitsu e nella Kickboxing, per poi avvicinarsi al Jiu jitsu brasiliano a venti e infine alle arti marziali miste a ventisei. Suo fratello Evan è anch'egli un lottatore di MMA con un record di cinque vittorie e due sconfitte.
Vanta una cintura nera 5º dan nel Kempo, una cintura nera nel Ju Jitsu e la cintura viola in BJJ sotto gli insegnamenti di Carlos Machado, di cui è cognato. È inoltre il maestro di Karate nella scuola per bambini della sua città natale.

## Carriera

### Kickboxing
Thompson cominciò a scalare le graduatorie nella kickboxing nel 2001 quando ancora frequentava le scuole superiori. Nel 2006 divenne il numero uno nel ranking denominato "Chuck Norris' World Combat League". Affrontò quindi Raymond Daniel in un incontro di kickboxing, perdendo inizialmente per KO tecnico a causa di un infortunio che non gli permise di continuare l'incontro, ma successivamente il risultato venne cambiato in No Contest in modo da non influire sui rispettivi record.

### Ultimate Fighting Championship
Dopo un record iniziale di sei vittorie e zero sconfitte nelle MMA, Thompson firmò un contratto con la prestigiosa federazione americana UFC. Al debutto doveva affrontare Justin Edwards, andando a sostituire l'infortunato Mike Stumpf, tuttavia Edwards si infortunò prima dell'incontro venendo così rimpiazzato da Dan Stittgen. Thompson vinse l'incontro per KO nel primo round andando a segno con un potente calcio alla testa; con questa vittoria si aggiudicò il suo primo riconoscimento come Knockout of the Night.
Nel suo secondo incontro, che avvenne ad aprile del 2012, fu sconfitto per decisione unanime da Matt Brown. A novembre doveva vedersela con Besam Yousef, ma proprio Thompson non poté prendere parte all'incontro a causa di un infortunio al ginocchio. Al suo posto venne inserito Matthew Riddle.
Dopo l'infortunio tornò a combattere nell'ottagono a maggio del 2012, dove avrebbe dovuto affrontare Amir Sadollah; tuttavia Sadollah subì un infortunio e venne in seguito sostituito da Nah-Shon Burrell. Stephen vinse il match per decisione unanime.
A settembre dello stesso anno affrontò e sconfisse Chris Clements, mettendolo KO al secondo round. A febbraio del 2014 si scontrò con Robert Whittaker, vincendo ancora una volta nel primo round per KO tecnico. Con questa vittoria ottenne il suo primo riconoscimento come Performance of the Night.
A UFC 178 sconfisse il canadese Patrick Côté per decisione unanime. A febbraio del 2015 doveva vedersela con Brandon Thatch, ma si infortunò ad una costola e l'intero match saltò.
A luglio affrontò il talentuoso Jake Ellenberger nell'evento finale del reality show The Ultimate Fighter, vincendo l'incontro per KO al primo round connettendo per ben due volte con un calcio girato in pieno volto. Con questa vittoria ottenne il premio Performance of the Night.
A gennaio del 2016 avrebbe dovuto affrontare Neil Magny, tuttavia Magny venne scelto per sostituire l'infortunato Matt Brown, che doveva sfidare Kelvin Gastelum all'evento finale del reality The Ultimate Fighter: Latin America 2. Di conseguenza Thompson fu rimosso interamente dalla card e spostato all'evento UFC 196 per affrontare l'ex campione dei pesi welter UFC Johny Hendricks. Dopo soli tre minuti dall'inizio dell'incontro, Thompson mise a segno una serie di calci e pugni che costrinsero l'ex campione a indietreggiare verso la gabbia; da tale posizione Stephen andò nuovamente a segno con un due diretti, sinistro e destro, in pieno volto ottenendo la vittoria per KO tecnico. Si aggiudicò di nuovo il premio Performance of the Night.
Il 18 giugno affrontò il canadese Rory MacDonald nel main event di UFC Fight Night 89. Nelle prime tre riprese i due lottatori effettuarono una sorta di studio reciproco, non sbilanciandosi troppo e senza effettuare attacchi rischiosi. Nei due round rimanenti entrambi gli atleti cominciarono a mettere a segno alcune combinazioni, ma la velocità in piedi da parte di Thompson gli permise di andare a segno più volte rispetto al suo avversario, fino ad ottenere la vittoria dell'incontro per decisione unanime.
A novembre 2016 dovette affrontare Tyron Woodley per il titolo dei pesi welter UFC. Alla prima ripresa, Woodley trovandosi in difficoltà con lo striking dell'avversario, decise di optare per un takedown; quindi portò al tappeto Stephen e da una posizione dominante andò a segno con il ground and pound. Dal secondo al terzo round, entrambi i lottatori si equivalsero con la lotta in piedi. Alla quarta ripresa, Woodley con uno scatto improvviso riuscì a colpire in pieno il volto di Thompson e continuando ad avanzare lo chiuse in un angolo, poi andò a segno con un'altra combinazione di colpi, riuscendo a farlo cadere al tappeto. A terra, Woodley continuò a riempirlo di colpi ma senza riuscire a finalizzarlo, allora tentò la via della sottomissione chiudendolo in una ghigliottina; sorprendentemente Thompson riuscì a resistere alla sottomissione e addirittura a liberarsi da essa. Alla fine i giudici decisero di assegnare una parità di maggioranza, con due giudici che votarono per il pareggio e il terzo per la vittoria del campione. Con il pareggio Woodley difese il titolo ed entrambi i lottatori vennero premiati con il riconoscimento Fight of the Night.
Il 4 novembre 2017, a UFC 217, si impone su Jorge Masvidal per decisione unanime con un'altra prova convincente. Il 27 maggio 2018 viene sconfitto per decisione unanime da Darren Till, sebbene molti esperti riconoscano la vittoria dello statunitense.
Il 2019 si apre con un'altra sconfitta, stavolta per KO, contro l'ex campione dei pesi leggeri UFC Anthony Pettis.

## Risultati nelle arti marziali miste
| Risultato | Record | Avversario        | Metodo                                      | Evento                                  | Data              | Round | Tempo | Luogo                       | Note                                                  |
| --------- | ------ | ----------------- | ------------------------------------------- | --------------------------------------- | ----------------- | ----- | ----- | --------------------------- | ----------------------------------------------------- |
| Sconfitta | 17-8-1 | Joaquin Buckley   | KO Tecnico (pugni)                          | UFC 307                                 | 6 ottobre 2024    | 3     | 2:17  | Salt Lake City, Stati Uniti |                                                       |
| Sconfitta | 17-7-1 | Shavkat Rakhmonov | Sottomissione (rear-naked choke)            | UFC 296                                 | 16 dicembre 2023  | 2     | 4:56  | Las Vegas, Stati Uniti      |                                                       |
| Vittoria  | 17-6-1 | Kevin Holland     | KO Tecnico (corner stoppage)                | UFC on ESPN: Thompson vs. Holland       | 3 dicembre 2022   | 4     | 5:00  | Orlando, Stati Uniti        | Fight of the Night                                    |
| Sconfitta | 16-6-1 | Belal Muhammad    | Decisione (unanime)                         | UFC Fight Night: Lewis vs. Daukaus      | 18 dicembre 2021  | 3     | 5:00  | Las Vegas, Stati Uniti      |                                                       |
| Sconfitta | 16-5-1 | Gilbert Burns     | Decisione (unanime)                         | UFC 264: Poirier vs. McGregor 3         | 10 luglio 2021    | 3     | 5:00  | Las Vegas, Stati Uniti      |                                                       |
| Vittoria  | 16-4-1 | Geoff Neal        | Decisione (unanime)                         | UFC Fight Night: Thompson vs. Neal      | 19 dicembre 2020  | 5     | 5:00  | Las Vegas, Stati Uniti      | Performance of the Night                              |
| Vittoria  | 15-4-1 | Vicente Luque     | Decisione (unanime)                         | UFC 244: Masvidal vs. Diaz              | 2 novembre 2019   | 3     | 5:00  | New York, Stati Uniti       | Fight of the Night                                    |
| Sconfitta | 14-4-1 | Anthony Pettis    | KO (gancio saltato e pugni)                 | UFC Fight Night: Thompson vs. Pettis    | 23 marzo 2019     | 2     | 4:55  | Nashville, Stati Uniti      |                                                       |
| Sconfitta | 14-3-1 | Darren Till       | Decisione (unanime)                         | UFC Fight Night: Thompson vs. Till      | 27 maggio 2018    | 5     | 5:00  | Liverpool, Inghilterra      |                                                       |
| Vittoria  | 14-2-1 | Jorge Masvidal    | Decisione (unanime)                         | UFC 217: Bisping vs. St-Pierre          | 4 novembre 2017   | 5     | 5:00  | New York, Stati Uniti       |                                                       |
| Sconfitta | 13-2-1 | Tyron Woodley     | Decisione (maggioranza)                     | UFC 209: Woodley vs. Thompson 2         | 4 marzo 2017      | 5     | 5:00  | Las Vegas, Stati Uniti      | Per il titolo dei pesi welter UFC                     |
| Parità    | 13-1-1 | Tyron Woodley     | Parità (maggioranza)                        | UFC 205: Alvarez vs. McGregor           | 12 novembre 2016  | 5     | 5:00  | New York, Stati Uniti       | Per il titolo dei pesi welter UFC, Fight of the Night |
| Vittoria  | 13-1   | Rory MacDonald    | Decisione (unanime)                         | UFC Fight Night: MacDonald vs. Thompson | 18 giugno 2016    | 5     | 5:00  | Ottawa, Canada              |                                                       |
| Vittoria  | 12-1   | Johny Hendricks   | KO Tecnico (calcio girato al corpo e pugni) | UFC Fight Night: Hendricks vs. Thompson | 6 febbraio 2016   | 1     | 3:31  | Las Vegas, Stati Uniti      | Performance of the Night                              |
| Vittoria  | 11-1   | Jake Ellenberger  | KO (calcio girato)                          | The Ultimate Fighter 21 Finale          | 12 luglio 2015    | 1     | 4:29  | Las Vegas, Stati Uniti      | Performance of the Night                              |
| Vittoria  | 10-1   | Patrick Côté      | Decisione (unanime)                         | UFC 178: Johnson vs. Cariaso            | 22 febbraio 2014  | 3     | 5:00  | Las Vegas, Stati Uniti      |                                                       |
| Vittoria  | 9-1    | Robert Whittaker  | KO (pugni)                                  | UFC 170: Rousey vs. McMann              | 22 febbraio 2014  | 1     | 3:34  | Las Vegas, Stati Uniti      | Performance of the Night                              |
| Vittoria  | 8-1    | Chris Clements    | KO (pugni)                                  | UFC 165: Jones vs. Gustafsson           | 21 settembre 2013 | 2     | 1:27  | Toronto, Canada             |                                                       |
| Vittoria  | 7-1    | Nah-Shon Burrell  | Decisione (unanime)                         | UFC 160: Velasquez vs. Bigfoot 2        | 25 maggio 2013    | 3     | 5:00  | Las Vegas, Stati Uniti      |                                                       |
| Sconfitta | 6-1    | Matt Brown        | Decisione (unanime)                         | UFC 145: Jones vs. Evans                | 21 aprile 2012    | 3     | 5:00  | Atlanta, Stati Uniti        |                                                       |
| Vittoria  | 6-0    | Dan Stittgen      | KO (calcio alla testa)                      | UFC 143: Diaz vs. Condit                | 4 febbraio 2012   | 1     | 4:13  | Las Vegas, Stati Uniti      | Debutto in UFC; Knockout of the Night                 |
| Vittoria  | 5-0    | Patrick Mandio    | Decisione (unanime)                         | Fight Party: Masquerade Fight Party     | 1 ottobre 2011    | 3     | 5:00  | Atlanta, Stati Uniti        |                                                       |
| Vittoria  | 4-0    | William Kuhn      | Decisione (unanime)                         | XC: Xtreme Chaos 2                      | 15 luglio 2011    | 3     | 5:00  | Anderson, Stati Uniti       |                                                       |
| Vittoria  | 3-0    | Marques Worrell   | Sottomissione (rear-naked choke)            | Fight Party: Greenville Kage Fighting   | 18 settembre 2010 | 2     | 3:08  | Greenville, Stati Uniti     |                                                       |
| Vittoria  | 2-0    | Daniel Finz       | KO Tecnico (pugni)                          | Fight Party: Xtreme Cage Fighting 2     | 22 maggio 2010    | 1     | 3:45  | Greenville, Stati Uniti     |                                                       |
| Vittoria  | 1-0    | Jeremy Joles      | KO Tecnico (calcio alla testa e pugni)      | Fight Party: Greenville Kage Fighting   | 5 febbraio 2010   | 2     | 3:50  | Greenville, Stati Uniti     |                                                       |